# Швейцария на зимних Олимпийских играх 1948
Швейцария принимала участие в Зимних Олимпийских играх 1948 года в Санкт-Морице (Швейцария) в пятый раз, и завоевала три золотые, три бронзовые и четыре серебряные медали. Сборная страны состояла из 70 спортсменов (59 мужчин, 11 женщин).

## Медалисты
| Медаль  | Спортсмен | Вид спорта        | Дисциплина                 |
| ------- | --- | ----------------- | -------------------------- |
| Золото  | Феликс Эндрих Фриц Валлер | Бобслей           | Мужчины, двойки            |
| Золото  | Эди Рейнальтер | Горнолыжный спорт | Мужчины, гигантский слалом |
| Золото  | Хеди Шлунеггер | Горнолыжный спорт | Женщины, скоростной спуск  |
| Серебро | Фриц Файерабенд Пауль Ханц Эберхард | Бобслей           | Мужчины, двойки            |
| Серебро | Карл Молитор | Горнолыжный спорт | Мужчины, комбинация        |
| Серебро | Антуанетта Майер | Горнолыжный спорт | Женщины, гигантский слалом |
| Серебро | Ханс Гершвилер | Фигурное катание  | Мужчины, одиночное катание |
| Бронза  | Карл Молитор | Горнолыжный спорт | Мужчины, скоростной спуск  |
| Бронза  | Ральф Олингер | Горнолыжный спорт | Мужчины, скоростной спуск  |
| Бронза  | Х.Беннингер У.Польтера Э.Хандшин Р.Торриани Х.Каттини Ф.Каттини Х.Дюрст Б.Рюди Альфред Билер Х.Боллер Генрих Лорер Вальтер Дюрст Г.Польтера Х.Трепп Р.Перль В.Лорер О.Шубигер | Хоккей            | Мужчины                    |